# Унинский район
Уни́нский район — административно-территориальная единица (район) на юго-востоке Кировской области России. В рамках организации местного самоуправления в границах района существует муниципальное образование Унинский муниципальный округ (с 2004 до 2021 гг. — муниципальный район).
Административный центр — посёлок городского типа Уни.

## География
Площадь — 2137,78 км². Основные реки — Лумпун, Лема, Ирзек, Святица.
Унинский район расположен в юго-восточной части Кировской области, природная подзона южной тайги. С востока и юга он граничит с Удмуртской Республикой, на севере — с Фаленским, на западе — с Богородским, на юго-западе — с Немским районами Кировской области.
Унинский район расположен в 189 километрах от Кирова и в 75 километрах от ближайшей железнодорожной станции Фалёнки.
Климат района умеренно континентальный. Среднемесячная температура самого холодного месяца — января, достигает −14,7 °С, а самого тёплого — июля, +18,1 °С. Среднегодовая температура по данным многолетних наблюдений составляет + 1,2 °С. Район относится к зоне достаточного увлажнения. Среднегодовое количество осадков составляет 533 мм.
В районе насчитывается 14 малых рек общей длиной 2,1 тыс. км, несудоходны, более ста прудов общей площадью от 860 га, богатых рыбой. Из нерудных богатств района присутствуют отметить глины, годные для производства стройматериалов, известняки, песчаники и гравий, удовлетворяющие потребности района во внутрихозяйственном дорожном строительстве, месторождения торфа.
Богат район лесом, грибами, располагает охотничьими угодьями. На территории 97 тысяч гектар расположены леса хвойных и смешанных пород. Это является потенциалом для развития лесопромышленных предприятий района, прекрасными охотничьими угодьями для охотников-промысловиков и для освоения туристического бизнеса.

## История
Посёлок Уни известен с XVII века. В 1762 году удмуртская деревня была преобразована в село Богоявленское. В XIX веке закрепляется название Богоявленское-Унинское, а с конца XIX село существует под нынешним названием.
Коренными жителями на унинских землях были удмурты, заселившие лучшие земли во второй половине XVII века.
Историки, изучавшие Вятский край, отмечают запоздалое возникновение сел в восточной его части, к которой относился Унинский район. Вызвано это двумя обстоятельствами. Удмурты, заселившие, в основном, северную часть района, были язычниками, им чужда была христианская религия. На юге селились большей частью старообрядцы, бежавшие из Московской, Владимирской и других губерний.
XVIII век
Образование приходов и появление сел приходится на середину XVIII века. Самым старым можно считать село Сосновку. Грамоту на строительство церкви в этом населённом пункте выдали в июне 1760 года. Село первоначально называлось Архангельским, по названию церкви, позднее имело ещё одно название — Оброшна. 1766 год считается годом основания села Елгань. В 1770 году родилось село Уть, называвшееся тогда Троицким. Рождением Пореза считается 1845 год. В 1861 году основано село Сардык. Самое молодое в районе село — Верхолемье. Оно образовано в 1892 году.
Уни, как населённый пункт, считается основанным в XVII веке.
В географическом описании «Россия» сказано: «В верстах 90 от Глазова лежит старинное торговое село Уни. Село это существовало в XVII веке. В начале XVIII века было колонизационным центром для Сарапульского уезда».
Статус села Уни получили в 1762 году. «14 марта 1762 года из Казанской конторы новокрещенных дел выданы для церкви богослужебные книги. Село называлось новокрещенное село Гожня Уни тож и принадлежало Малмыжскому заказу», — так записано рождение села Уней в «Настольной книге о церквях и духовенстве Вятской губернии».
Территория Унинского края до образования Унинского района состояла из волостей и входила в Глазовский уезд Вятской губернии.
XIX век
Согласно «Материалам по статистике Вятской губернии» (Вятка, 1892) в волостях Унинского края был 321 населённый пункт, население составляло 54 248 человек. Самой крупной была Быковская волость. В ней насчитывалось 65 деревень с населением 10 584. Унинская волость — 53 деревни, 9523 человека; Елганская волость — 47 деревень, 9288 человек; Порезская волость — 47 деревень, 8634 человека; Сардыкская волость — 44 деревни, 6653 человека; Леденцовская волость — 65 деревень, 9566 человек.
Основу экономики Унинского края составляло сельское хозяйство. Крестьянские хозяйства имели земельные наделы, размер которых зависел от количества человек в семье и в среднем по губернии составлял 16,8 десятин (десятина = 1,09 га).
В волостях на конец XIX века насчитывалось 91 315 единиц домашней живности. Практически ежегодно в Унях устраивались выставки лошадей, крупного рогатого скота, а также сельскохозяйственные выставки.
Кустарные промыслы служили подспорьем в бюджете крестьян, излишки продавались на базарах и ярмарках, на которые съезжались покупатели не только Унинского края, но и соседних — Немского, Кильмезского, Селтинского, Богородского и других. Можно было здесь встретить и купцов из Глазова, Слободского, Елабуги, Оханска, Нолинска, Вятки, из Уфимской, Пермской, Казанской губерний. Купцов и торговцев Унинский рынок привлекал низкими ценами и большим разнообразием товаров. Крестьяне везли на продажу зерно, льносемя, шерсть, масло, холст, кожи, кустарные изделия, мясо, рыбу, ягоды и т. д. Торговый оборот на унинских базарах и ярмарках был более 1 млн рублей. В начале XX века размах торговли ещё более увеличился.
Развивалась в Унинском крае и промышленность. Лесопромышленники занимались заготовкой и сплавом леса, выгонкой смолы и дегтя. Чугунолитейное производство было представлено двумя заводами: в Тимшах и Никулятах. Во многих населённых пунктах работали кожевенные и красильные заводы. В Порезе действовала своя спичечная мастерская, выпускающая в год до 1000 ящиков спичек. Ещё один спичечный завод находился недалеко от Уней. Были свои швейные заведения, которые назывались тогда швальными. С течением времени все заводы по разным причинам перестали существовать.
Становление народного образования берёт своё начало с создания небольших частных школ, занятия в которых вели, в основном, церковнослужители. Позднее, примерно с середины XIX века, стали открываться и государственные школы.
Помимо государственных школ работали церковно-приходские школы грамотности, дававшие минимум необходимых знаний крестьянским детям. В 1898 году в Унинской церковно-приходской школе для обучавшихся в ней девочек были организованы бесплатные горячие обеды. Информация об этом была напечатана в «Вятской газете» за 1898 год, где, в частности, отмечалось, что «… до устройства горячих обедов для учащихся додумались в России пока очень недавно и то только кое-где в больших городах».
Из 54 тысяч населения грамотой владели только чуть более 3 тысяч, то есть 5 %. В 34 школах обучалось 1274 учащихся в возрасте от 8 до 11 лет, хотя подлежало обучению 5104.
15 декабря 1869 года состоялось открытие Порезской больницы, первой в Унинском крае. В 1870 году на заседании Глазовского уездного собрания был поставлен вопрос о переводе больницы из Пореза в Уни. Было решено для Унинской больницы построить специальное здание, что и было сделано. 19 сентября 1874 года состоялось открытие Унинской больницы. Первым врачом её был Василий Петрович Петров. Унинская больница обслуживала участок с населением более 100 тысяч человек. В 1875 году при Унинской больнице был открыт филиал Глазовской аптеки.
По предложению прогрессивного вятского деятеля А. И. Батуева в губернии было решено открыть 3 тысячи общественных народных библиотек, получивших название «пятирублевых», как комплектовавшихся на сумму в пять рублей. В Унинском крае пятирублевые библиотеки стали открываться с 1895 года. К 1904 году их было 35, но просуществовали они недолго. В 1908 году было принято решение о прекращении их финансирования, в связи с чем часть библиотек объединилась, а часть прекратила своё существование.
Кроме пятирублевых библиотек, создавались земские народные библиотеки. В Глазовском уезде среди первых была открыта Унинская библиотека — 9 февраля 1897 года. В том же году открылись Елганская публичная волостная библиотека и Порезская народная библиотека. В 1905 году открылась Сардыкская павленковская библиотека, в 1907 году — Сосновская библиотека.
XX век
В 1905 году в Унях открылось общество трезвости, цель которого — организация культурного досуга на селе. Перед революцией в Унях был организован народный дом, объединивший в себе общество трезвости и театр.
Октябрьская революция круто изменила уклад всей жизни и в унинской глубинке. В январе — феврале 1918 года повсеместно прошли собрания по выборам в волостные советы, провозглашена советская власть.
Гражданская война внесла большой раскол среди населения. Многие унинцы служили кто добровольно, а кто подневольно, как у красных, так и у белых. Многие погибли в боях гражданской войны.
Мирная жизнь началась с административной реформы в стране, напрямую коснувшейся края. Декретом ВЦИК и СНК от 4 ноября 1920 года была образована Вотская область, в которую вошла часть территорий четырёх уездов, в том числе Глазовского. Волости Унинского края отошли к Нолинскому уезду.
Постановлением Президиума ВЦИК от 19 мая 1924 года «для укрепления партийно-советского аппарата» было введено новое административное деление. В Вятской губернии из 239 волостей было создано 84, а шесть волостей Унинского края объединились в две.
Создаются сельские советы. Самым первым в 1918 году возник Порезский сельский совет. В 1923 году образованы Унинский и Сосновский, в 1924 году — Сурвайский, в 1925 году — Барашковский, в 1926 году — Князевский, в 1927 году — Комаровский, Утинский, Сардыкский, в 1929 году — Булатовский сельские советы.
В первые годы советской власти уделялось большое внимание новым формам хозяйствования. Создавались различные артели, кооперативные организации, коммуны и ТОЗы. Из передовых можно назвать сельскохозяйственную артель «Пахарь», организованную в 1919 году в д. Ярани. Председателем артели долгие годы бессменно работал Иван Петрович Ворожцов. Артель имела участок в 64 гектара. Все новинки сельскохозяйственного производства здесь внедряли в жизнь. Сеяли только сортовые семена, был освоен девятипольный севооборот. В животноводстве приобретали породистый скот. С 1926 года сельхозартель стала базой передового опыта.
В середине 1929 года в РСФСР была проведена административно-территориальная реформа. Вместо губерний, уездов и волостей были созданы области (края), округа и районы. ВЦИК своим постановлением от 10 июня 1929 года утвердил разделение Нижегородского края, куда входила и Вятская губерния, на округа и районы. В числе других был образован и Унинский район в составе Нолинского округа. В 1930 году округа были ликвидированы и районы оказались в непосредственном подчинении Нижегородского, а с 1932 года — Горьковского края.
Постановлением ЦИК СССР от 7 декабря 1934 года из Горьковского края был выделен в самостоятельный Кировский край. 5 декабря 1936 года в связи с принятием Конституции СССР и выделением Удмуртской АССР Кировский край преобразован в область.
В те годы территория Унинского района была значительно больше. Население составляло 75 934 тысячи человек. В нынешних границах район установился в конце 1930-х годов.
С 1945 года, как самостоятельная административно-территориальная единица, существовал Порезский район, выделенный из Унинского. 30 сентября 1955 года часть его территории вновь вошла в Унинский район.
Указом Президиума Верховного Совета РСФСР от 14 ноября 1959 года Унинский район был упразднён, а его территория передана в состав Фалёнского. Вновь район восстановлен в соответствии с указом Президиума Верховного Совета РСФСР от 12 января 1965 года, с тех пор границы его не изменялись.

## Население
| 1939   | 1970    | 1979    | 1989    | 2002    | 2009    | 2010  | 2011  | 2012  |
| ------ | ------- | ------- | ------- | ------- | ------- | ----- | ----- | ----- |
| 40 092 | ↘17 398 | ↘14 297 | ↘12 990 | ↘11 179 | ↘10 413 | ↘9178 | ↘9135 | ↘8967 |
| 2013   | 2014    | 2015    | 2016    | 2017    | 2018    | 2019  | 2020  | 2021  |
| ↘8721  | ↘8451   | ↘8281   | ↘8158   | ↘7934   | ↘7743   | ↘7437 | ↘7167 | ↘6236 |

### Урбанизация
Городское население (рабочий посёлок Уни) составляет  59,51 % от всего населения района (округа).

## Населённые пункты
В Унинском районе (муниципальном округе) 58 населённых пунктов, в том числе один городской (рабочий посёлок) и 57 сельских населённых пунктов.
| №  | Населённый пункт  | Тип     | Население |
| -- | ----------------- | ------- | --------- |
| 1  | Уни               | пгт     | ↘3711     |
| 2  | Алыповцы          | деревня | 114       |
| 3  | Антоновцы         | деревня | 16        |
| 4  | Астрахань         | деревня | 246       |
| 5  | Афанасьевцы       | деревня | 141       |
| 6  | Багей             | деревня | 0         |
| 7  | Барашки           | деревня | 152       |
| 8  | Бармаши           | деревня | 2         |
| 9  | Большая Дуброва   | деревня | 98        |
| 10 | Борисовцы         | деревня | 0         |
| 11 | Булатовцы         | деревня | 109       |
| 12 | Были              | деревня | 11        |
| 13 | Верхолемье        | село    | 74        |
| 14 | Выползово         | деревня | 44        |
| 15 | Выселки           | деревня | 27        |
| 16 | Гольцы            | деревня | 16        |
| 17 | Елгань            | деревня | ↘387      |
| 18 | Ермаки            | деревня | 11        |
| 19 | Заболотное        | деревня | 0         |
| 20 | Канахинцы         | деревня | 362       |
| 21 | Кленовое          | деревня | 0         |
| 22 | Ключи             | деревня | 91        |
| 23 | Князево           | деревня | 96        |
| 24 | Комарово          | деревня | 175       |
| 25 | Коркинцы          | деревня | 0         |
| 26 | Кузенки           | деревня | 0         |
| 27 | Леденцово         | деревня | 0         |
| 28 | Лумпун            | деревня | 0         |
| 29 | Маги              | деревня | 0         |
| 30 | Малиновка         | деревня | 61        |
| 31 | Малые Уни         | деревня | 5         |
| 32 | Малый Полом       | деревня | 267       |
| 33 | Мамоново          | деревня | 0         |
| 34 | Мокрушата         | деревня | 2         |
| 35 | Мыс               | деревня | 3         |
| 36 | Никулята          | деревня | 36        |
| 37 | Палкино           | деревня | 1         |
| 38 | Парон             | деревня | 0         |
| 39 | Порез             | село    | 512       |
| 40 | Раменье           | деревня | 0         |
| 41 | Родина            | деревня | 0         |
| 42 | Русские Тимши     | деревня | 89        |
| 43 | Сардык            | деревня | 1         |
| 44 | Сардык            | село    | 258       |
| 45 | Севастьяновцы     | деревня | 37        |
| 46 | Сибирь            | деревня | 258       |
| 47 | Сосновка          | село    | 166       |
| 48 | Сосново           | деревня | 0         |
| 49 | Степная           | деревня | 32        |
| 50 | Сухоты            | деревня | 0         |
| 51 | Тоскуи            | деревня | 7         |
| 52 | Удмуртские Тимши  | деревня | 10        |
| 53 | Удмуртский Порез  | деревня | 0         |
| 54 | Удмуртский Сурвай | деревня | 222       |
| 55 | Урай              | деревня | 6         |
| 56 | Уть               | село    | 179       |
| 57 | Чечеры            | деревня | 0         |
| 58 | Чуваши            | деревня | 145       |

В районе в современных его границах до начала политики сселения так называемых «неперспективных» деревень, укрупнения хозяйств и районов насчитывалось 275 населённых пунктов, кроме райцентра. По документам Унинского районного архива, старым картам, опросам старожилов и материалам краеведов установлены названия исчезнувших деревень. Населённые пункты во избежание путаницы перечислены в границах территорий сельских округов. Действующие населённые пункты выделены жирным шрифтом. На первом месте в списке населённых пунктов названы центры сельских округов.
- Астраханский сельский округ:
  - Деревни Астрахань (Первая Астрахань, Вторая Астрахань), Ленинцы, Петровка, Пашки, Сибирь (Верхняя Сибирь, Нижняя Сибирь), Слудка, Чугай, Шишкинцы, Шулепы.
- Барашковский сельский округ (земли вошли в состав Порезкого сельского округа):
  - Деревни Барашки, Антипинцы, Бормоты, Малое Боровлино, Большое Боровлино, Бухарцы, Выселок Андреевский, Кабаново, Каменное, Кулебы, Куприно, Кутели, Лобачи, Большие Лукинцы, Малые Лукинцы, Моки, Никошные, Осиновица, Большой Полом, Пригари, Самары, Саратово, Большие Сегаи, Малые Сегаи, Сидорята, Тоскуи.
- Булатовский сельский округ (земли вошли в состав Канахинского сельского округа):
  - Деревни Булатовцы (Большие Булатовцы), Абакшин Починок, Агаповцы, Бельтюги, лесоучасток Бельтюги, Быки, Ермаки, Захаровцы, Игнатьевцы, Большая Корча, Малая Корча, Нестерята (Малые Булатовцы), Полянцы, Худышинцы, Чечёры.
- Елганский сельский округ:
  - Село Елгань. Деревни Балобанцы, Безумы, Белоглинцы, Бродники, Буты, Деминцы, Забегаи, Кобели, Коровки, Коробы, Кузинцы, Липинцы, Митёнки, Пахомово, Плетни, Поповцы (Шишкари), Преснецы, Саврасы, Семешинцы, Спудное, Тараканы, Телятник (Телетяна), Токари, Халевинцы.
- Канахинский сельский округ:
  - Деревни Канахинцы, Бороны (Северная), Бушмели, Говязёнки, Давыдёнки, Костоломы, Коркинцы, Малое Куприно, Большое Куприно, Пермяки, Попцы, Сандалы, Свиньи (Береговая), Малые Танаи, Большое Танаи, Четверики, Чучкалы.
- Князевский сельский округ (земли вошли в состав Порезкого сельского округа):
  - Деревни Князево, Андык, Бармаши, Выползово, Гольцы, Елда, Лумпун, Наймушино, Юбери.
- Комаровский сельский округ:
  - Деревни Большое Комарово, Новое Комарово, Малое Комарово, Антропы, Быково, Голодное, Горбуны, Еремята, Лапти, Мартелы, Муравейник, Верхние Мысы, Нижние Мысы, Непряхи, Полянцы, Сосновка, Спрыги, Чуваши, Шарапы.
- Малополомский сельский округ:
  - Деревни Малый Полом, Афанасьевцы, Багеи, Вороны, Зематы, Колоты, Кропачи, Крутиха, Лысково, Маги, Мурызы, Онохи Орехи, Сектаны, Суворовцы, Рыбачки, Телицыно.
- Порезский сельский округ:
  - Село Порез. Деревни Багрыши, Вороносельцы, Деминцы, Заболотное, Зубки, Верхние Казанцы, Нижние Казанцы, Верхняя Керзя, Нижняя Керзя, Кокуево, Лебеди, Лукинцы, Меньшики, Наботелы, Русский Порез, Удмурт-Порез, Пушкари, Раменье, Трушата, Хомяки, Чуданы, Малое Шихово, Большое Шихово.
- Сардыкский сельский округ:
  - Село Сардык. Деревни Антоновцы, Братухи, Злобинцы, Средняя Возжея, Нижняя Возжея, Даньки, Дериши, Кандаки, Красный май (Красномай), Кузёнки, Кулигинцы, Лохинцы, Новая деревня, Малое Палкино, Большое Палкино, Платуны, Рябиновцы, Сардык, Синцы, Слеповцы (посёлок Родина), Нижние Сморкалы, Верхние Сморкалы, Сухоты, Филинцы.
- Сурвайский сельский округ (ныне земли относятся к Унинскому району, в состав округов не входят):
  - Деревни Удмуртский Сурвай, Балмаж, Бельтюги, Бурлакинцы, Головки, Большой Кочиж, Малый Кочиж, Отбегаловцы, Парон, Пермяки, Русский Сурвай (Восточный Сурвай, Западный Сурвай), Чузинцы, Шусты, Щины, Юбери (Юберка).
- Сосновский сельский округ:
  - Село Сосновка, село Верхолемье. Деревни Александровцы, Бабкино, Барабаны, Борисовцы (Дыряна), Бортники, Были, Бычёнки, Ванькинцы, Веселки, Гагары, Дебы, Калининцы, Кашарино, Луконинцы, Мокрушата, Мусихи, Пойловцы, Пустая, Русские, Спуск, Сосново, Харенки, Большие Шабалы, Малые Шабалы, Шатуны, Шубное, Щербаки.
- Унинский сельский округ (ныне земли относятся к Унинскому району, в состав округов не входят):
  - Деревни Алыповцы, Бродники, Борисовцы, Гожни, Дожжи, Большая Дуброва, Малая Дуброва, Захаровцы, Заякинцы, Иносветы, Караваевцы, Карачи, Ключи, Козлы, Кокоры, Коньга, Котеги, Кроты, Крыжи, Лашуки, Малиновка, Максёнки, Мыс, Никулята, Новожилы, Пазял, Пестери, Пислеги, Севастьяновцы, Святица, Русские Тимши, Удмуртские Тимши, Урай, Малые Уни, Старые Уни, Юрловцы, Ярань.
- Утинский сельский округ (земли вошли в состав Канахинского сельского округа):
  - Село Уть. Хутор Колотовка. Деревни Агафоново, Бекельдино, Гладкая, Зотково, Каменная, Карачи, Кленовое, Клушино, Леденцово, Мамоново, Марковцы, Отхожие (Малое Леденцово), Степная, Сушник, Трофимёнки.

## Муниципальное устройство
В рамках организации местного самоуправления в границах района функционирует Унинский муниципальный округ (с 2004 до 2021 года — муниципальный район).
В конце 2004 года в образованном муниципальном районе были созданы 14 муниципальных образований, в том числе 1 городское и 13 сельских поселений (в границах сельских округов).
Законом Кировской области от 27 июля 2007 года был упразднён ряд сельских поселений: Барашковское и Князевское (включены в Порезское); Булатовское и Утинское (включены в Канахинское); Сурвайское сельское поселение (включено в Унинское городское поселение).
С 2007 до конца 2020 года муниципальный район включал 9 муниципальных образований, в том числе 1 городское и 8 сельских поселений:
| № | Муниципальное образование        | Административный центр | Количество населённых пунктов | Население (чел.) |
| - | -------------------------------- | ---------------------- | ----------------------------- | ---------------- |
| 1 | Унинское городское поселение     | пгт Уни                | 15                            | ↘4045            |
| 2 | Астраханское сельское поселение  | деревня Астрахань      | 2                             | ↘286             |
| 3 | Елганское сельское поселение     | село Елгань            | 1                             | ↘387             |
| 4 | Канахинское сельское поселение   | деревня Канахинцы      | 10                            | ↘380             |
| 5 | Комаровское сельское поселение   | деревня Комарово       | 2                             | ↘168             |
| 6 | Малополомское сельское поселение | деревня Малый Полом    | 4                             | ↘234             |
| 7 | Порезское сельское поселение     | село Порез             | 12                            | ↘490             |
| 8 | Сардыкское сельское поселение    | село Сардык            | 7                             | ↗162             |
| 9 | Сосновское сельское поселение    | село Сосновка          | 5                             | ↘84              |

К январю 2021 года муниципальный район и все входившие в его состав городское и сельские поселения были упразднены и объединены в муниципальный округ. В административном районе упразднены сельские округа (в границах которых и существовали сельские поселения).

## Председатели райисполкома
С 1929 по 1991 год в райисполкоме председательствовали:
| Ф. И. О.                     | Время замещения должности   |
| ---------------------------- | --------------------------- |
| Романов Федор Михайлович     | июнь 1929 — ноябрь 1933     |
| Шашков Николай Михайлович    | ноябрь 1933 — декабрь 1934  |
| Агалаков Захар Васильевич    | февраль 1935 — декабрь 1937 |
| Зенин Борис Михайлович       | март 1938 — июнь 1942       |
| Окишев Иван Семенович        | июль 1942 — октябрь 1943    |
| Сорокин Михаил Алексеевич    | ноябрь 1943 — июнь 1945     |
| Баранов Василий Климентьевич | июнь 1945 — февраль 1947    |
| Лянгазов Андрей Иосифович    | февраль 1947 — август 1950  |
| Кряжев Василий Ильич         | август 1950 — июль 1952     |
| Копысов Степан Федорович     | июль 1952 — июль 1959       |
| Помыткин Анатолий Алексеевич | август — ноябрь 1959        |
| Светлаков Михаил Егорович    | январь 1965 — май 1976      |
| Лекомцев Николай Яковлевич   | май 1976 — апрель 1984      |
| Полянцев Петр Михайлович     | май 1984 — апрель 1985      |
| Демихов Владимир Васильевич  | апрель 1985 — декабрь 1991  |

## Местное самоуправление
Главы района
- 1994—2013 — Петр Михайлович Полянцев[28];
- 2013—2016 — Александр Николаевич Пантелеев[28].
- 2016—2019 — Алексей Васильевич Шаклеин[28].
- с 20.11.2019 — Татьяна Федоровна Боровиккова

## Экономика
Основу экономики района составляют сельское хозяйство и деревообработка.

## Транспорт
Протяжённость дорог с твёрдым покрытием — 234 км, в том числе асфальтированных 65 км. Налажено автобусное сообщение с областным центром, с Фалёнками, с Глазовым, с населёнными пунктами района. Ходит 46[уточнить] из Кирова.

## Достопримечательности
- Здание в Унях, в котором в 1919 году размещался штаб 30-й дивизии 2-й армии Восточного фронта. Здание расположено по ул. Красноармейская, 41.
- Школа в Унях, в которой учился в 1918—1926 годах доктор физико-математических наук, лауреат Государственных премий Владимир Семенович Обухов (1901—1930).
- Памятник П. В. Ефремовой (1908—1929) и А. А. Соболеву (1901—1930), погибшим от рук противников советской власти. Памятник расположен в сквере около храма А.Невского в Унях.
- Богородицкая церковь в с. Порезе, построенная в 1859—1877 годах.
- урочище Шаймы (Шайвыл). Находится оно в 2,5 километрах к юго-западу от Уней, по трассе Уни — Киров. Старые карьеры по добыче гравийной смеси. Останцы гравелитов иллюстрируют внутреннее строение пуг — эндемических форм рельефа области. Здесь находят прожилки и гнезда редчайшего минерала — волконскоита — ценной нетускнеющей жаростойкой природной краски, дающей все оттенки зелёного цвета.
- Большедубровские минеральные источники. Находятся на правом берегу реки Лумпун, в 500 метрах от деревни Большая Дуброва. Источники хлористо-натриевых вод и месторождение лечебной сероводородной грязи с высоким содержанием сернистого кальция пригодны для использования в лечебных целях.